# Louis Namèche
Louis Namèche, né le 8 décembre 1915 à Jemeppe-sur-Sambre et mort à Namur le 3 août 1990, est un homme politique belge socialiste et un militant wallon.

## Biographie
Il est diplômé de l'Université du Travail de Charleroi en 1932, devient permanent syndical socialiste, est fait prisonnier de guerre de 1940 à 1945.
Il est président de la Régionale FGTB de Namur de 1946 à 1968. Il joue un rôle important dans la Grève générale de l'hiver 1960-1961. Il devient membre du Mouvement populaire wallon en 1961 et mandaté par ce dernier mouvement lorsque se tiendra à Namur le congrès du Comité central d'action wallonne en 1963 d'où sortira le Collège exécutif de Wallonie qui organisera le Pétitionnement wallon.
Il est député à la Chambre de 1949 à 1977, devient ministre de la Santé publique dans le gouvernement Eyskens - Merlot (1968-1971), chargé en principe d'appliquer les accords entre les socialistes flamands et wallons appelés accords de Klemskerke-Verviers (1967).
En 1968, il voit dans la création du Rassemblement wallon que fondent plusieurs socialistes une manière de déforcer la gauche et, contrairement à Fernand Massart, autre homme politique namurois, il se dit socialiste avant d'être wallon.
Il est ministre de la Prévoyance sociale dans le Gouvernement Eyskens-Cools (1972-1973). Il devient ensuite vice-président de la Chambre.
Aux élections communales de 1976, après les fusions des communes, il remporte un grand succès électoral avec un score personnel de plus de 15.000 voix de préférence et devient le premier bourgmestre du grand Namur. En 1982, il cède l'écharpe maïorale à Jean-Louis Close.
Louis Namèche est le père de « NAMUR CAPITALE ». C'est en effet sous l'impulsion de Louis Namêche qu'en 1978, les bourgmestres et Premiers échevins de Liège, Namur, Charleroi et Mons devaient se réunir, pour finalement décider de centraliser à Namur le pouvoir législatif et exécutif de la Région wallonne. Une décision dont on mesure sans peine l'importance pour la ville.
Lorsqu'en 1982, Louis Namêche quitte le fauteuil du bourgmestre, il ne se retire pas pour autant dans une retraite dorée. Jusqu'au bout, il restera le chef du groupe PS au conseil communal.
Outre ses mandats politiques, Louis Namêche était également présent dans une série de sociétés et d'associations: il présidait les comités de direction de l'Inasep, de l'Ideg et de l'Inatel, il était aussi administrateur de l'asbl Festival de Namur, de la société Meuse et Sambre, ou encore de la société « La Joie du Foyer ».